# تربة حسينية

التربة الحسينية

التربة أو التربة الحسينية هي طين مجفف بالشمس يؤخذ من أرض كربلاء يسجد عليه الشيعة في صلاتهم. لبيك ياحسين

## اعتقاد السجود
يؤمن الشيعة بعدم جواز السجود أثناء الصلاة إلا على الأرض من رمل وحجر وتراب وكذلك على ما تنبت الأرض من غير المأكول ولا الملبوس، وأن السجود على الملابس والأقمشة والأفرشة من سجاد ونحوها وكذلك على المعادن من نحاس وفضة وذهب أمر غير جائز. 
ويستندون بذلك إلى العديد من الأحاديث والمرويات عن النبي محمد
منها:
- قول الرسول: جُعلت لي الأرض مسجداً وطهوراً [1]
- حديث تبريد الحصى: «عن جابر كنت أصلي مع النبيّ (صلى الله عليه وآله وسلم) الظهر فآخذ قبضة من الحصى فأجعلها في كفي ثم أحوّلها إلى الكف الأخرى حتى تبرد، ثم أضعها لجبيني حتى أسجد من شدّة الحرّ» [2]
- حديث خباب، حيث قال: «شكونا إلى رسول الله (صلى الله عليه وآله وسلم) شدّة الرمضاء في جباهنا وأكفنا فلم يشكنا» [3]

وياتي تفسر الحديثين السابقين بنحو أن في الأول ورغم الحر إلا أن الرسول فضّل تبريد الحصى باليد ومن ثم السجود عليها ولم يسمح بالسجود على غير الأرض والحديث الثاني له نفس المعنى تقريبا وفي ذلك إشارة إلى تفضيل الصلاة على الأرض.
ويستند الشيعة إلى العديد من الأحاديث والمرويات الأخرى.

## التربة الحسينية
يرى الشيعة بصحة السجود على التربة الحسينية لعدة أسباب منها:
- السجود على التربة هو أحد اشكال السجود على الأرض وبما أن السجود يصح على الأرض وترابها فيصح كذلك السجود على التربة الحسينية.
- السجود هو «على التربة» وليس «للتربة» وهناك فرق شاسع بين الاثنين.
- احترام التربة الحسينية وتقبيلها لا إشكال فيه وإنما هو كتقبيل القرآن والحجر الأسود فهو تقبيل ليس لجماد وإنما لما يدل عليه مستشهدين بالعديد من الروايات عن الرسول منها ما رواه الطبراني في (الكبير)" عن أم سلمة قالت: أضطجع رسول الله (ص) ذات يوم فاستيقظ وهو حائر النفس وفي يده تربة حمراء يُقَبلُها، فقالت: ما هذه التربة يا رسول الله؟ قال: أخبرني جبرئيل أنّ هذا يقتل بأرض العراق (للحسين) فقلت لجبريل: أرني تربة الأرض التي يقتل بها فهذه تربتها.[4]
- عظمة دلالات هذه التربة ففيها تذكير بالحسين ودفاعه عن العقيدة وتضحيته وفيها استمرار وتذكير بثورته.

## الشكل

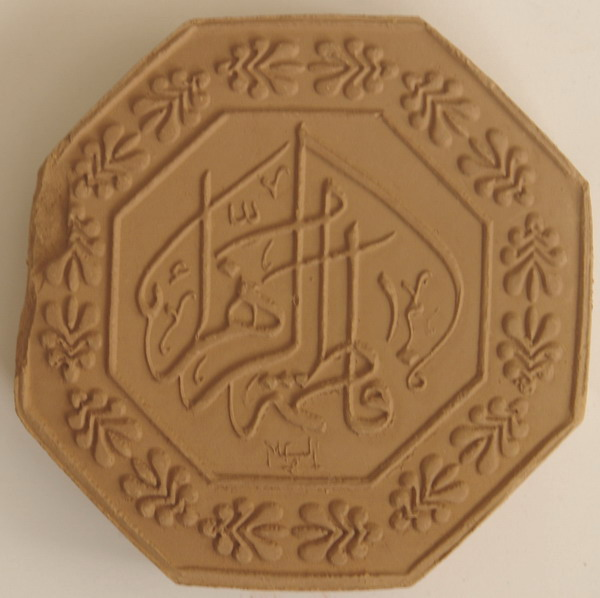
تربة منقوش عليها اسم فاطمة الزهراء.

لا يوجد شكل مُحدّد للتربة الحسينية فقد تكون دائرية أو بيضاوية أو مضلعه ونحوه إلا أن أكثر الأشكال انتشارا هو الشكل الدائري،
إلى ذلك تتنوع النقوش أو المطبوعات على وجه التربة بين لفظ الجلالة أو أسماء الأئمة المعصومين وآل البيت وصولا إلى صورة الكعبة أو المسجد النبوي ونحوها.

## وصلات خارجية
- حكم الصلاة على التربة الحسينية وفق منظور قسم من الطائفة السنية